# Hongkong történelme
Hongkong történelmének kezdetén egy tengerparti sziget volt Kína déli partjainál. A területen kisebb települések jöttek létre évszázadokkal ezelőtt, melyek a császári Kína időszakáig nem is lettek feljegyezve. A halászfalu, sótermelő és kereskedő faluból később stratégiailag fontos katonai kikötő, majd végül nemzetközi pénzügyi központ vált, melynek egy főre jutó GDP-je a világ tizedik legnagyobbja.

## Történelem előtti idők
A fellelt régészeti leletekből feltételezhető, hogy Hongkong területén az ember jelenléte 30 000 évre tehető vissza. Őskőkorszaki kőeszközöket tártak föl Szaj Kungban (Wong Tei Tung). Szintén találtak vallási témájú faragványokat távolabbi szigeteken és a parti területeken egyaránt, melyek talán az újkőkorszak che embereié lehetettek. Az őskőkorszak legkésőbbi leletei arra engednek következtetni, hogy Wong Tei Tung Hongkong egyik legrégebbi települése.

## Császári Kína (i.e. 221 - 1911)

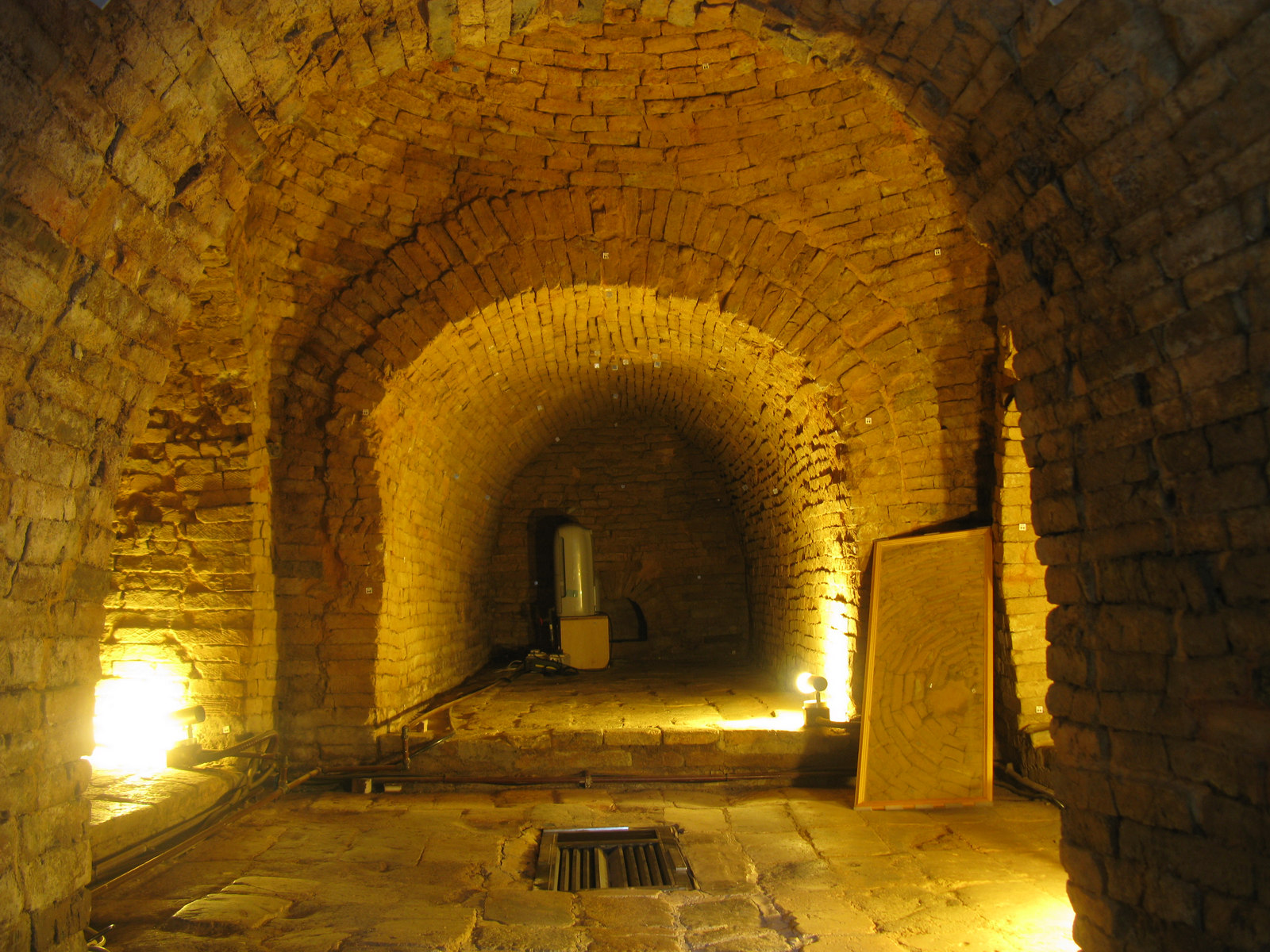
Lei Cheng Uk síremlék

Hongkong területét a Csin-dinasztia idején (i.e. 221 - 207) olvasztották Kínába, és helyzete a Nanyue idején (i.e. 203 - 111) szilárdult meg. Régészeti leletek bizonyítják, hogy népessége a Han-dinasztia óta (i.e. 206 - 220) indult növekedésnek. Az 1950-es években tárták föl a keleti Han-dinasztiából (25 - 220) származó síremléket Lei Cheng Uk-nál, és a régészek annak lehetőségét kezdték vizsgálgatni, hogy kétezer évvel ezelőtt virágzott Hongkongban a sótermelés, bár konkrét bizonyítékokat erre nem találtak.
A Han-dinasztiától a Ming-dinasztián át (1368 - 1644), illetve a déli Han-dinasztiában (917 - 971) élve tetőpontját Tai Po Hoi kikötő volt Kína fő gyöngyhalász kikötője. A Tang-dinasztia idején Kuangtung mint nemzetközi kereskedelmi központ virágzott. A ma "új területek" néven ismert Tuen Mun volt egyben kikötő, haditengerészeti támaszpont, sótermelő központ és később gyöngykitermelő bázis. Lantau szigete szintén sótermelő központként működött, ahol sócsempész lázadások zajlottak a kormány ellen.
1276-ban a mongolok inváziója idején a déli Szung-dinasztia udvara Fucsienbe, később Lantaura, majd a ma Kaulungként ismert területre költözött. A déli Szung-dinasztia utolsó uralkodóját, Zhao Binget (Wei Wang) 1278. május 10-én, 8 éves korában koronázták meg Lantaun. Miután 1279. március 19-én legyőzték őt a jameni csatában, a gyermek uralkodó hivatalnokaival együtt öngyilkosságot követett el. A Tung Chung völgy, melyet egy hősről neveztek el, aki életét adta a császárért, udvartartásának egyik helyszíne volt. Hau Wongot, a császár egyik hivatalnokát még napjainkban is tisztelet övezi Hongkongban.
A mongol irányítás idején élte meg Hongkong az első népességrobbanást, amikor kínai menekülők lepték el területét. Menekülésük oka a háborúk és éhínség volt, illetve egy részük munkalehetőséget remélt. Öt klán, a Hou, a Tang, a Peng, a Liao és a Wen klán a helyi lakosok voltak Kuangtungból, Fucsienből és Csianghsziből. A bevándorlás és a mezőgazdaság lassú fejlődése ellenére is a terület dombos volt, és viszonylag terméketlen. A nép a só-, gyöngy- és halkereskedelemtől várta megélhetését. Egyes klánok fallal körülvett falvakat építettek, hogy megvédjék vagyonukat a banditáktól, a rivális klánoktól és a vadállatoktól. Hongkongban legendás kalóz volt Cheung Po Tsai.
Kína utolsó dinasztiája, a Csing-dinasztia volt az utolsó, mely Hongkonggal is kapcsolatba került. Mint katonai előőrs és kereskedelmi kikötő, Hongkong egyre inkább kivívta a világ figyelmét.

## A gyarmati Hongkong (1800-1930-as évek)

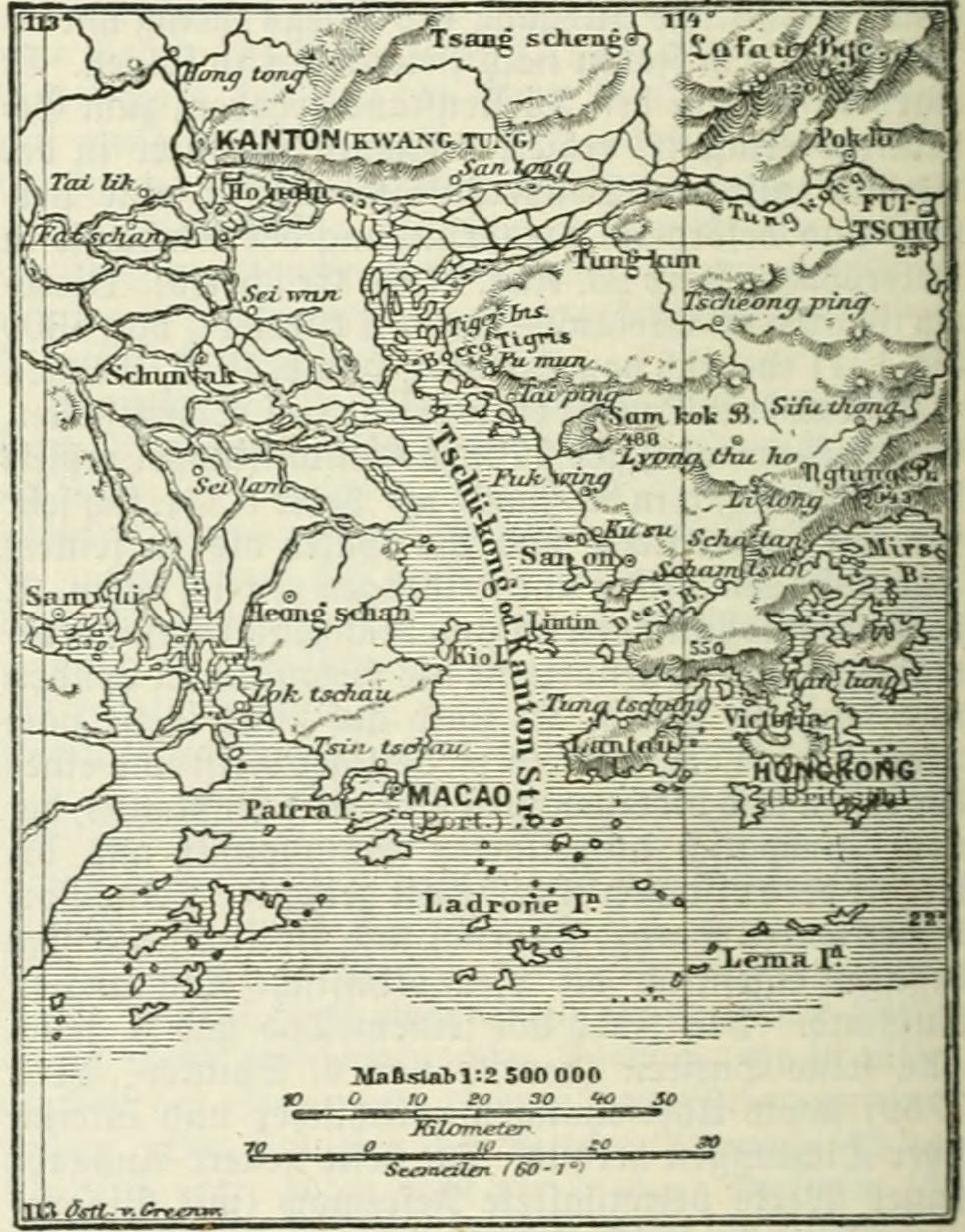
Kanton, Makaó és Hongkong egy 1888-as német térképen

A 19. század elejére a Brit Birodalom kereskedelme jelentősen függött a kínai tea importjától. Míg a britek olyan luxuscikkeket exportáltak Kínába, mint a karórák, faliórák, nem volt egyensúlyban a kereskedelem. Kínának erőteljes igénye volt ezüst iránt, aminek nagy mennyiségben való megszerzése nehézkes volt a britek számára. A kereskedelem kiegyensúlyozása érdekében ópiumot szállítottak Kínába, ami Britanniában legális volt és jelentős mennyiségben termett az Egyesült Királyságban, később még nagyobb mennyiségben Indiában.
Lin Cö-hszü kínai császári biztos kifejezte Viktória brit királynő előtt a Csing-kormány ellenzését az ópiumkereskedelemmel kapcsolatban. Ez eredményezte az első ópiumháborút. Kína elvesztette a háborút, kénytelen volt engedélyezni a kereskedelmet, 1842-ben Hongkong brit fennhatóság alá került. Tao-kuang kínai császár próbálta visszaszorítani az ópium terjedését és a mák termesztését, de nem sok sikerrel. A háborút az 1842. augusztus 29-én elfogadott egyenlőtlen szerződés, a nankingi szerződés zárta le, ebben azonban nem is utalnak az ópiumkereskedelemre. A szerződés főbb részei: Kínát 21 millió dollár jóvátétel fizetésére kötelezték, és öt kikötőjét meg kellett nyitnia a külföldi kereskedők előtt.
Keresztény misszionáriusok számos iskolát és templomot alapítottak Hongkongban. Több társával együtt Szun Jat-szen a Csing kormány megdöntésének gondolatát kezdte terjeszteni, amikor a orvosi tanulmányokat folytatott Hongkongban. Négy társára a Csing-kormány "a négy bandita" néven utalt. 1911-ben Szun vezette a kínai forradalmat, mely végül a kínai birodalmat köztársasággá formálta.
1899 áprilisában Kam Tin lakosai fellázadtak a brit gyarmati kormány ellen. Egy fallal körülvett faluba, Kat Hing Waiba vették be magukat. Több sikertelen támadási kísérlet után sikerült csak a brit csapatoknak a vaskaput felrobbantani. A kaput később Londonban szállították egy kiállításra. 1925-ben a Tang klán követelésére a kaput végül a 16. kormányzó, Sir Reginald Stubbs visszajuttatta.
A területi változásokkal együtt a kereskedelem és ipar is számos irányba változott, fejlődésben nem volt hiány. Minden iparág jelentős átalakuláson és növekedésen esett át. Olyan területeken is változás mutatkozott, mint a filozófia, a nyugati stílusú oktatás, mely meghatározó lépés volt Hongkong és a kontinentális Kína elkülönülésében. A távol-kelet pénzügyi erőművének beindulása a The Hongkong and Shanghai Banking Corporation bankkal kezdődött.
Ugyanebben az időszakban pusztított a pestis harmadik országos járványa., felismerték az első kórházak jelentőségét. 1914-ben az első világháború kitörésekor a támadástól való félelmük miatt 60 000 kínai vonult ki a területről. Statisztikailag Hongkong népessége a következő években újabb hirtelen növekedést mutatott, 530 000-ről 725 000re nőtt 1916-tól 1925-ig. Mindazonáltal a szárazföldi Kínát sújtó 1920-as és 1930-as évekbeli krízis sebezhetővé tette Hongkongot a Japán Birodalom megszállásával szemben.

## Japán megszállás (1940-es évek)
Hongkongot 1941. december 23-tól 1945. augusztus 15-ig tartották megszállásuk alatt a japánok. Az időszak jelentősen betett a gazdaságnak. A brit, kanadai, indiai és hongkongi önkéntes védelmi erők igyekeztek ellenállni a Szakai Takasi vezette japán inváziós erőnek, amely támadása 1941. december 8-án kezdődött, nyolc órával a Pearl Harbor elleni japán támadás után. Japán már az első napon légi fölénybe került és felszámolta a védelmet. A britek és indiaiak erős légibombázás és zárótűz közepette vonultak vissza a Gin Drinkers-vonalból, majd Kaulungból. A csaták folytatódtak a Hongkong-szigeten, az egyetlen víztározó is elveszett. A kanadai Winnipeg Grenadiers gyalogos csapat harcolt a Wong Nai Chung hasadéknál, mely az átjáró volt a sziget északi és déli részei között.
1941. december 25-én - ami a helyi lakosok számára fekete karácsonyként maradt fent - a brit gyarmati hivatalnokok Hongkong kormányzójának vezetésével a Peninsula Hotel harmadik emeletén lévő japán főhadiszállásra vonultak és megadták magukat. Hongkong első japán kormányzója ezután Iszogai Renszuke lett.
A japán megszállás idején a hiperinfláció és az étel fejadagra osztásra jellemezte a napi életet. Törvénytelenségnek számított hongkongi dollárt birtokolni, melyet a japán katonai jen váltott föl, amit a Japán Császári Hadsereg vezetett be. Philip Snow, a korszak egy jeles történésze szerint, a japánok csökkentették a civilek fejadagját, hogy több étel jusson a katonáknak és sokakat deportáltak a szárazföld éhínség és betegségek sújtotta területeire. Ezek közül a legtöbben csupán pár évvel korábban érkeztek Hongkongba, a második kínai–japán háború szörnyűségei elől menekülve.
1945-ben a háború végén Hongkongot felszabadították a brit és kínai csapatok, lakossága 600 000-re csökkent a háború előtti 1,6 millióról. Az 1949-es kínai kommunista hatalomátvétel ismét népességnövekedést okozott Hongkongban. Menekültek ezrei érkeztek Hongkongba és fontos kereskedelmi helyszínné lépett elő, mígnem az Egyesült Nemzetek a koreai háború miatt kereskedelmi embargót rendelt el a Kínai Népköztársaság ellen. A menekülők legtöbbje a nagy ugrás idején érkezett.

## Modern Hongkong

### Brit kormányzás (1950-1997)

#### 1950-es évek

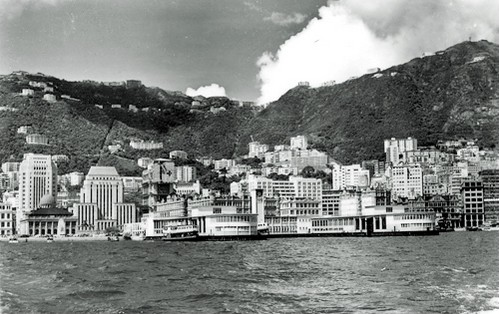
Hongkong az 1950-es években

A szakképzettség és a tőke, ami a kontinentális Kína területéről, főleg Sanghajból érkezett Hongkongba, társulva az olcsó munkaerővel, jelentősen hozzájárult a gazdaság feléledéséhez. Ugyanabban az időben számos külföldi cég helyezte át irodáig Sanghajból Hongkongba. Az azelőtt kereskedelmi központként működő terület ipari és gyártó központtá vált. A korai ipari centrumok, ahol a munkások napjaik legnagyobb részét töltötték, bármit előállítottak, a gomboktól, művirágoktól, esernyőktől, ruházattól kezdve a zománctermékekig, cipőkig, műanyagáruig.
Nagy táborokat létesítettek, hogy a tömeges és növekvő számú emigráns számára otthont biztosítsanak. A táborok lakóit tűz és betegségek fenyegették, olyan katasztrófákhoz vezettek, mint a Shek Kip Meibeli tűz. Alexander Grantham kormányzó az emeletes lakóházak tervével állt elő a helyzet megoldására, ezzel kezdődött a magas épületek megjelenése. A lakóházak életkörülményei szegényes volt, több családnak kellett osztoznia a közös konyhahelyiségeken. A kultúra területén a hagyományos kantoni opera adott helyet a nagy képernyős moziknak. Növekedésnek indult a helyi turizmus. A kis Sanghajként ismert North Point vette át Sanghaj szerepét Hongkongban.

#### 1960-as évek

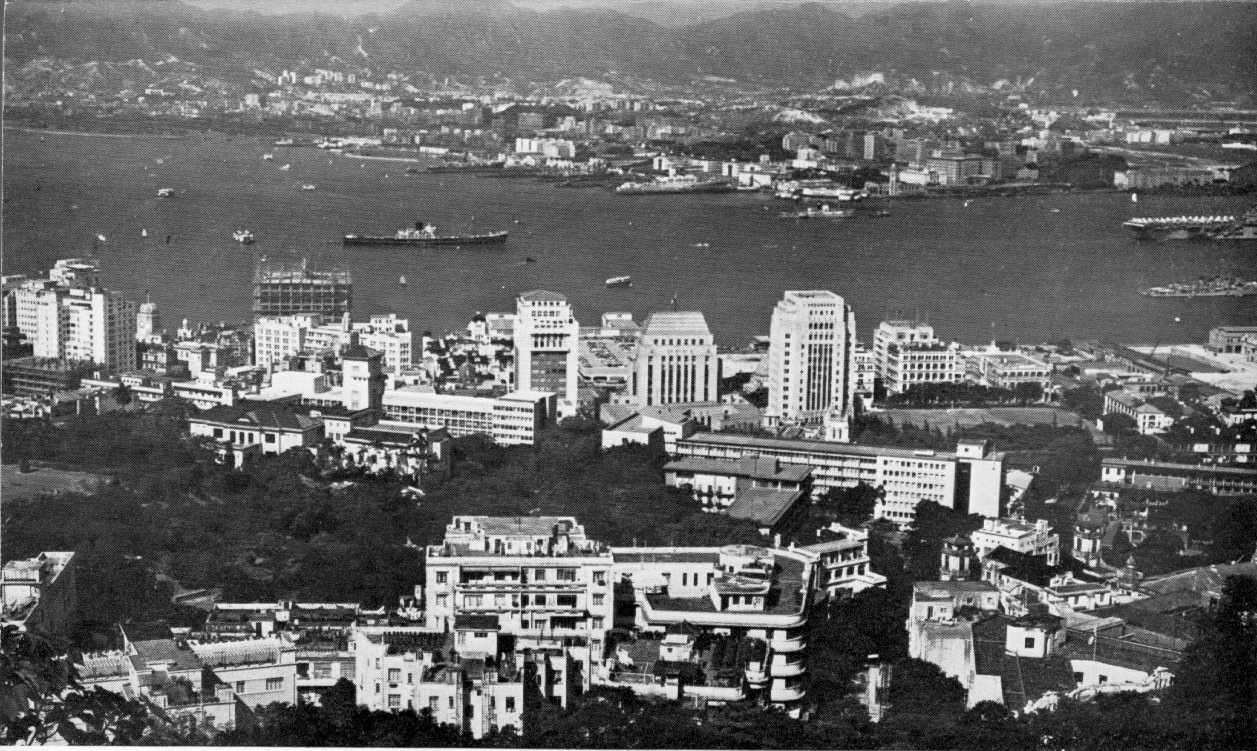
Hongkong az 1960-as években

A gyáripar a népesség hatalmas részének biztosított munkát, az időszak fordulópontot jelentett a hongkongi gazdaság számára. Az építőipart a második világháború óta először ismét beindították. Miközben Hongkong alacsony GDP-vel indult, a textilipar segítségével megalapozták a gazdaság fellendülését. A kínai kulturális forradalom új politikai szerephez juttatta Hongkongot. Az olyan események, mint az 1967-es lázadás házi készítésű bombákkal és káosszal telítették az utcákat. A rendőrség és a brit hadsereg bombaszakértői kb. nyolcezer házibombát hatástalanítottak. Minden nyolcadik közülük valódi volt.
A családi értékek és a kínai hagyományok olyan mértékben változtak, mint azelőtt sosem, mivel az emberek jóval több időt töltöttek a gyárakban, mint otthon. Az időszak másik jellegzetessége volt a vízhiány, valamint a hosszú munkaidővel párosodó  különösen alacsony fizetések. Az 1968-as hongkongi influenzajárvány a lakosság 15%-át fertőzte meg. Mindezek ellenére a „made in Hong Kong” jelzés a korábbi olcsó, alacsony minőségű termékek helyett már a jó minőséget jelentette.

#### 1970-es évek

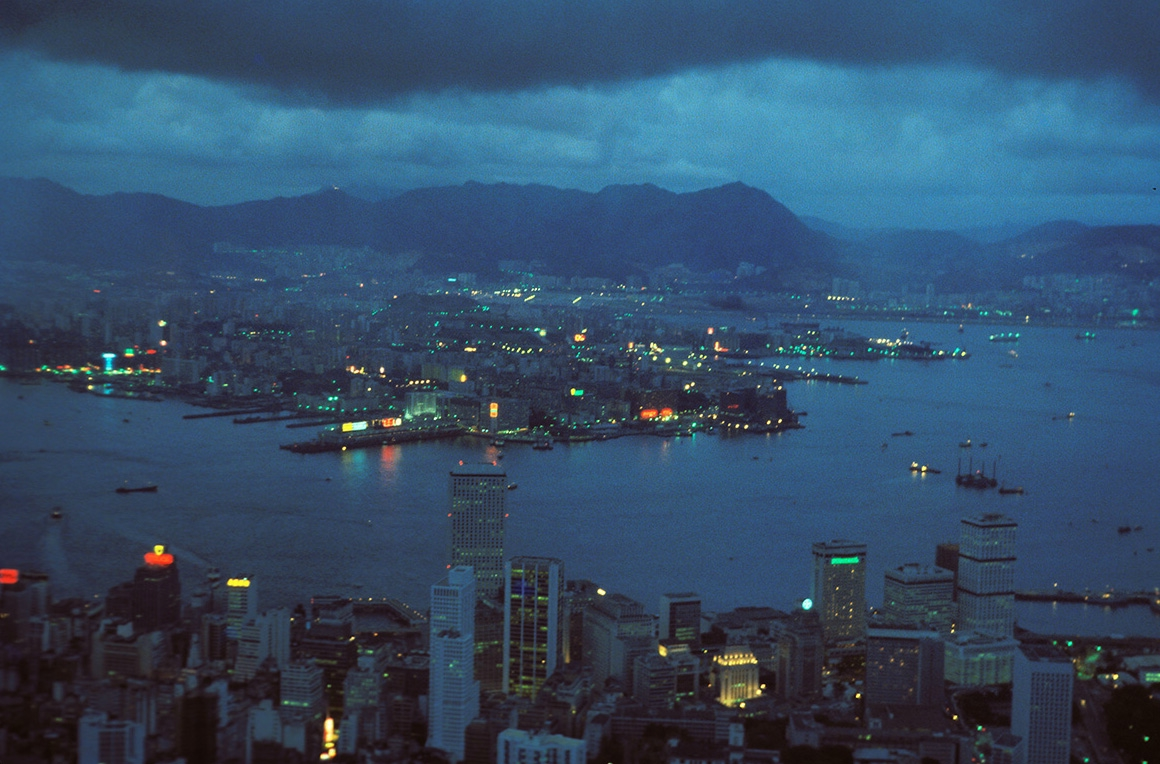
Hongkong az 1970-es években

Azt a jogot, hogy a férfiak és nők egyenlő munkáért egyenlő fizetést és juttatásokat kapjanak nyíltan ellenezte a brit hongkongi kormányzat egészen az 1970-es évek elejéig. Leslie Wah-Leung Chung (鍾華亮, 1917-2009), a Hong Kong Chinese Civil Servants’ Association (香港政府華員會) elnöke közreműködött ennek elérésben, beleértve azt a jogot is, hogy a férjezett asszonyok is kapjanak állandó munkát. Ezt megelőzően azok a nők, akik férjhez mentek, állandó munkájuk helyett ideiglenes státuszba kerültek, néhányuk el is veszítette állását. Mivel az ápolók nagyrészt nők voltak, a jogok ilyen irányú fejlődése sokat jelentett az ápolók szakmájában.
Az 1970-es években az államilag támogatott oktatás fejlődése is bekövetkezett, hatról kilenc évre terjesztették ki. A kontinentális Kína piacának megnyitása és a bérek emelkedése sok termelőt vezetett északra. Hongkong a délkelet-ázsiai régióban megerősítette a kereskedelmi és turisztikai központi pozícióját. A magas várható életkor, a műveltség, a jövedelem és más szocio-gazdasági értékek bizonyítják Hongkong eredményeit a 20. század utolsó négy évtizedében. A magasabb bérek hatására jelentek meg az első magánkézben épült ingatlanok, mint a Taikoo Shing. Az időszak során robbanásszerűen növekedett a toronyházak száma, számos ember talált otthonra Hongkong horizontjának közelében.
1974-ben Murray McLehose megalapította az Independent Commission Against Corruption of Hong Kong (ICAC) nevű szervezetet a rendőrségen belüli korrupció elleni harc érdekében. A rendőrség és az ICAC közötti kezdeti ellentétek ellenére Hongkong korrupcióellenes törekvései sikeresnek bizonyultak, a világ legkevésbé korrupt közösségeinek egyike lett.

#### 1980-as évek

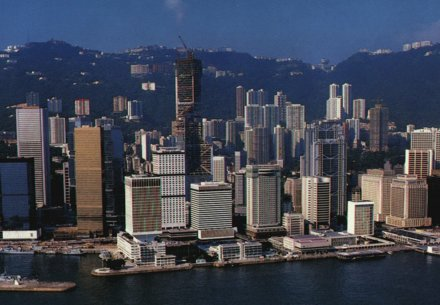
Hongkong az 1980-as években

1982-ben Margaret Thatcher brit miniszterelnök azt remélte, hogy a kínai kormány növekvő nyitottsága és az országban végbemenő gazdasági reformok elősegítik a további brit kormányzást. Aláírásra került a Sino-British Joint Declaration és Teng Hsziao-ping Egy ország – két rendszer elnevezésű javaslata. A politikai hírek uralták a médiát, miközben a hongkongi ingatlan piac jelentős növekedést mutatott. A pénzügyi világot pánik fenyegette, ami politikai változások hullámaihoz és a "fekete szombatként" ismert krízishez vezetett. Eközben Hongkong egyre inkább a távol-kelet leggazdagabb képviselőjévé vált. Ugyanakkor Hongkong Kínához való visszacsatolásának hírei történelmi magasságokba emelte a kivándorlás szintjét. Rengetegen hagyták el Hongkongot és utaztak az Egyesült Államokba, Kanadába, az Egyesült Királyságba, Ausztráliába, vagy más egyéb helyekre, ahol nem érvényesült a kommunista befolyás.
A hongkongi filmművészet felfelé ívelt és részévé vált a nemzetközi palettának, olyan színészekkel, mint Jackie Chan és Chow Yun-fat. A zeneipar új kantopop sztárokat mutatott fel, mint Anita Mui és Leslie Cheung. De mindezt a fejlődést beárnyékolta a visszacsatolás miatti bizonytalan jövő.

#### 1990-es évek

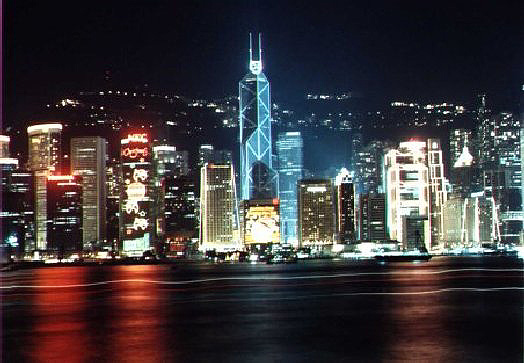
Hongkong az 1990-es években

1990. április 4-én elfogadták Hongkong alkotmányát, mint a visszacsatolás utáni Hongkong Különleges Igazgatású Terület mini-alaptörvényét. A Peking-párti tábor elégedett volt a alkotmánnyal, szerintük ez a legdemokratikusabb jogi rendszer, mely valaha is létezett a Kínai Népköztársaságban. A pándemokrata tábor ellenezte, szerintük nem elég demokratikus. 1992 júliusában Chris Pattent nevezték ki Hongkong utolsó brit kormányzójának. Patten ezt megelőzően az Egyesült Királyságban a konzervatív párt elnöke volt. A kínai kormányon belüli kapcsolatok egyre feszültebbé váltak, mivel Patten olyan demokratikus reformokat vezetett be, melyek növelték a törvényhozói tanácsban a megválasztott tagok számát. Ez bosszantotta Kínát, mert a reformot az alaptörvény megszegésének vélték. 1997. július 1-jén Hongkong ismét Kína irányítása alá került. A régi törvényhozó tanácstagokat, akiket Patten reformjai idején választottak meg, lecserélték. Decemberben egy, a kínai kormány által összeállított választási bizottság megválasztotta Hongkong elnökének Tung Chee Hwa-t.

### Kínai kormányzás (1997-től napjainkig)

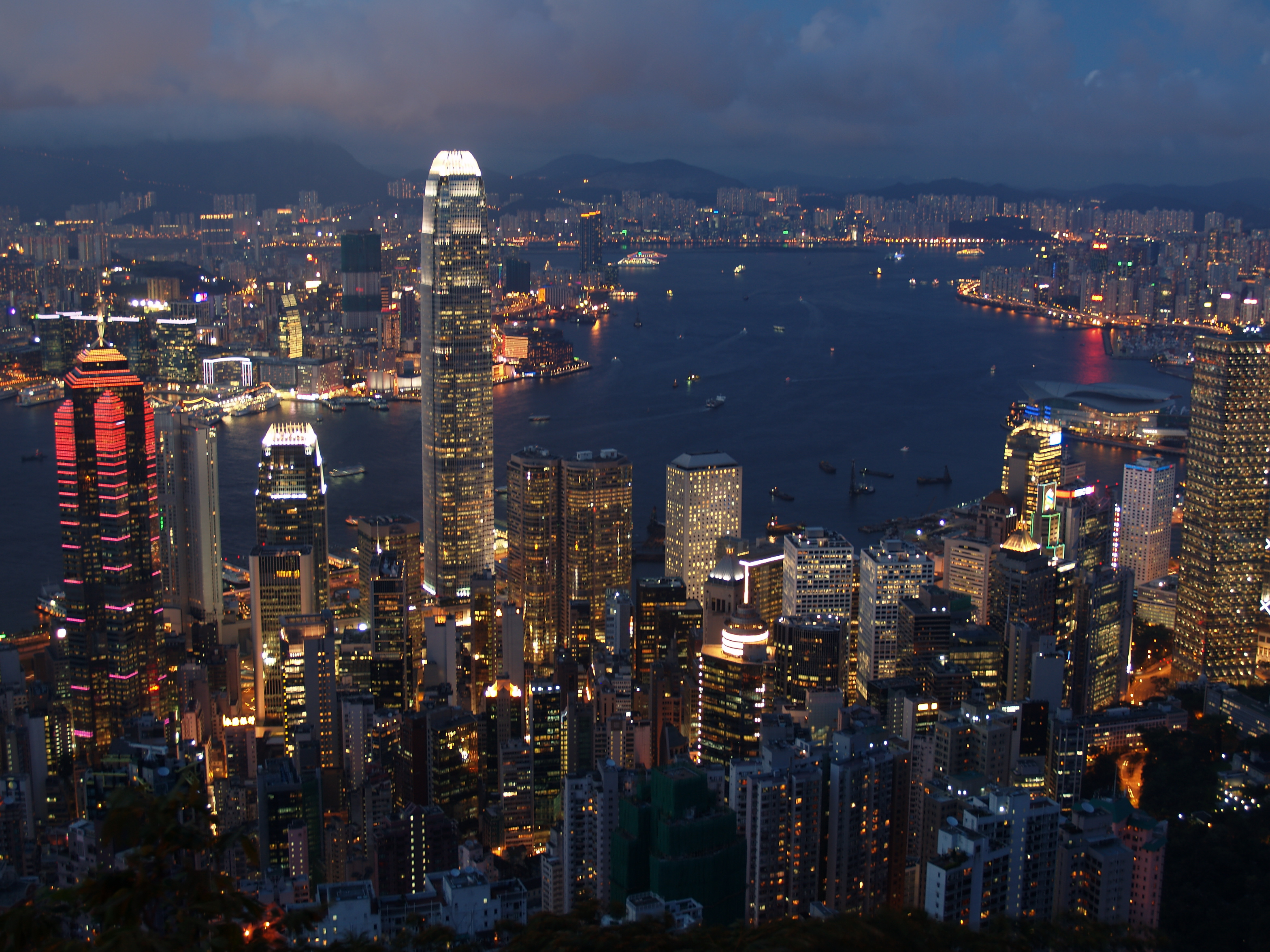
Hongkong napjainkban

Az új évezred események sorozatát tartogatta Hongkong számára. A népesség jelentős része, akik korábban a visszacsatolás ellen voltak, egyszer csak együtt éltek az új helyzettel. Az alaptörvény vitatott 23. pontja Hongkong több területén felvonulásokat eredményezett, a kb. 6,8 milliós lakosságból 750 ezer ember részvételével. A kormánynak szembe kellett néznie a 2003-ban bekövetkezett SARS-járvánnyal. A '90-es évék végén a H5N1 madárinfluenza milliónyi baromfi pusztulásához vezetett. Az állatok tömeges levágása Hongkongot a világ figyelmének középpontjába helyezte. Ugyanekkor a gazdaság próbált pénzügyileg rendeződni. Rövid idő alatt a politikai helyzet forrósodni kezdett és az elnöki pozíciót mind kulturális, mind politikai és vezetési szinten. Ebben az időszakban jött létre a hongkongi Disneyland.
Hongkong látképe tovább fejlődött, két új felhőkarcoló uralta az eget. A 415 méter magas, 88 emeletes Two International Finance Centre 2003-ban, a 484 méteres, 118 emeletes International Commerce Centre Nyugat-Kaulungban 2010-ben készült el. Ez utóbbi Hongkong legmagasabb felhőkarcolója. Az időszakban további kilenc, 250 méternél magasabb felhőkarcoló épült.

## Fordítás
Ez a szócikk részben vagy egészben  a   History of Hong Kong című angol Wikipédia-szócikk fordításán alapul.  Az eredeti cikk szerkesztőit annak laptörténete sorolja fel. Ez a jelzés csupán a megfogalmazás eredetét és a szerzői jogokat jelzi, nem szolgál a cikkben szereplő információk forrásmegjelöléseként.